# 長島梢恵
長島 梢恵（ながしま こずえ、1984年10月3日 - ）は、日本棋院東京本院所属の囲碁女流棋士。三段。旧姓は向井（むかい）。東京都板橋区出身。本田幸子七段門下。

## 略歴
- 向井三姉妹の次女で姉に同じくプロ棋士の三村芳織、妹に向井千瑛。自身、千瑛、芳織の順に入段したが、姉妹で一番昇段が遅れている。小林4姉弟（小林千寿、孝之準棋士、健二、覚）は、母の従兄弟にあたる（小林の父と長島の母方祖父が兄弟）[1]。義兄に、三村智保（芳織の夫）、杉本明（千瑛の夫）。
- 祖父の兄弟である小林四姉弟の父に教えられ、囲碁を姉とともに始める。後に本田幸子の開催する本田会で研鑽を続ける。
- 1996年、板橋区立高島第七小6年で、少年少女囲碁大会3位に入賞。その後院生となる。
- 2000年、棋士採用試験では、予選落ちに終わる[2]。女流棋士採用試験では鈴木歩の9位に終わり、入段できず[3]。
- 2001年、女流棋士採用試験で潘坤鈺と並ぶ1位タイで、入段を果たす[4]。
- 2008年 NHK囲碁の時間の聞き役を務める。
- 2009年8月22日、結婚[5]。9月2日、棋士名を姉の芳織と同日に向井姓から現姓に変更[6][7]。
- 2010年2月14日、長女を出産（名前は長島千紘（ちひろ）で舞台俳優をしている）[8]。
- 2011年12月23日、勝星対象棋戦通算30勝にて二段に昇段。
- 2013年5月10日、長男を出産[9]。
- 2015年度放送回より、NHK杯テレビ囲碁トーナメントの司会を務める。司会は2-3年のスパンで交代されることが多かったが、2018年度放送回までの4年間にわたって司会を務めた。

## 昇段・良績
- 2002年 初段
- 2011年12月23日 二段（対象棋戦30勝）
- 2019年9月20日 三段（対象棋戦40勝） [10]